# Gábor Gergely
Gábor Gergely (Budapest, 21 giugno 1953) è un tennistavolista ungherese, campione europeo individuale nel 1978 e vincitore di molte medaglie sia agli Europei che ai Mondiali.